# Wouter van Gouthoeven
Wouter of Walter van Gouthoeven (Dordrecht 1577 - aldaar, mei 1623) was een historicus, genealoog en kroniekschrijver. Hij is bekend om het verbeteren en uitbreiden van het historische boekwerk "Chronijke van Hollandt of Divisiekroniek" uit 1517 van Cornelius Aurelius, dat tot het boekwerk "D'oude Cronycke en Historiën van Hollandt van Zeeland ende van Utrecht (met West-Vriesland)" leidde in 1620.

## Levensloop
Hij was een zoon van Arend van Gouthoeven, dijkgraaf van Dubbeldam, en Machteld Screvel. Het gezin bestond verder uit vijf kinderen, waarvan Wouter de oudste was. De familie begaf zich in voorname kringen binnen de Dordtse gemeenschap. 
Van Gouthoeven studeerde in Utrecht, vervolgens in Leuven en in Dǚle. Hij keerde na zijn studie terug in Dordrecht en werd toezichthouder over de Zwijndrechtse waard. Hij woonde tijdens zijn latere levensjaren in het "reuzenhuis" "Bleienburg" en werkte daar aan zijn geschiedschrijvingen en genealogische bevindingen. Petrus Scriverius, een tijdgenoot, vond wel dat Van Gouthouven veel van zijn bronnen had verwerkt in de "Divisiekroniek".
Van Gouthoeven correspondeerde onder meer met Aernout van Buchel.
- Biografisch Portaal: 21240584
- Digitale Bibliotheek voor de Nederlandse Letteren: gout002
- Gemeinsame Normdatei: 1055184341
- International Standard Name Identifier: 0000 0003 9761 0640
- Virtual International Authority File: 37269990